# Liste der Monuments historiques in Barcy
Die Liste der Monuments historiques in Barcy führt die Monuments historiques in der französischen Gemeinde Barcy auf.

## Liste der Bauwerke
| Bezeichnung          | Beschreibung              | Standort | Kennzeichnung | Schutzstatus | Datum | Bild           |
| -------------------- | ------------------------- | -------- | ------------- | ------------ | ----- | -------------- |
| Kirche Ste-Geneviève | Erbaut im 13. Jahrhundert | (Lage)   | PA00086808    | Classé       | 1916  | weitere Bilder |

## Liste der Objekte
Zum Verständnis siehe: Kirchenausstattung
| Bezeichnung                                          | Beschreibung                                   | Standort                           | Kennzeichnung | Schutzstatus | Datum | Bild |
| ---------------------------------------------------- | ---------------------------------------------- | ---------------------------------- | ------------- | ------------ | ----- | ---- |
| Taufbecken                                           | Stein, 18. Jahrhundert                         | in der Kirche Ste-Geneviève (Lage) | PM77004698    | Inscrit      | 1990  |      |
| Triumphbalken mit der Skulptur des heiligen Johannes | Holz, polchrom gefasst, 16. Jahrhundert        | in der Kirche Ste-Geneviève (Lage) | PM77002468    | Inscrit      | 1977  |      |
| Zwei Retabel mit dem Gemälde der heiligen Genoveva   | Holz und Ölgemälde, 19. Jahrhundert            | in der Kirche Ste-Geneviève (Lage) | PM77004699    | Inscrit      | 1990  |      |
| Tabernakel                                           | Holz, monochrom und vergoldet, 17. Jahrhundert | in der Kirche Ste-Geneviève (Lage) | PM77004700    | Inscrit      | 1990  |      |
| Skulptur Christus am Kreuz                           | Holz, bemalt, 15. Jahrhundert                  | in der Kirche Ste-Geneviève (Lage) | PM77004694    | Inscrit      | 1990  |      |
| Skulptur der heiligen Genoveva                       | Holz, bemalt, 17. Jahrhundert                  | in der Kirche Ste-Geneviève (Lage) | PM77004696    | Inscrit      | 1990  |      |
| Skulptur des heiligen Johannes des Täufers           | Holz, polychrom gefasst, 16. Jahrhundert       | in der Kirche Ste-Geneviève (Lage) | PM77004695    | Inscrit      | 1990  |      |
| Triumphbalken mit der Skulptur der Jungfrau Maria    | Holz, polychrom gefasst, 16. Jahrhundert       | in der Kirche Ste-Geneviève (Lage) | PM77004697    | Inscrit      | 1990  |      |